# 阿部副三棘魨
阿部副三棘魨，為輻鰭魚綱魨形目擬三刺魨亞目擬三棘魨科的其中一種，為熱帶海水魚，西太平洋南中國海海域，棲息深度366-384公尺，棲息在底層水域，生活習性不明。